# Victoria (Minnesota)
Victoria è una città degli Stati Uniti d'America, situata in Minnesota, nella Contea di Carver.